# Czarny feminizm
Czarny feminizm – nurt w myśli feministycznej kładący nacisk na ścisły związek seksizmu, rasizmu i klasizmu i stawiający sobie za cel przeciwdziałanie im. Zgodnie ze stanowiskiem Combahee River Collective z 1974 roku, wyzwolenie czarnych kobiet to wyzwolenie dla wszystkich ludzi, jako że oznaczałoby zakończenie dyskryminacji ze względu na płeć, rasę i klasę. Jedną z teorii, które wyewoluowały z tego nurtu był kobietyzm Alice Walker.
Alice Walker i inne kobietystki uważają, że czarne kobiety doświadczają innej i silniejszej dyskryminacji niż białe kobiety. Wskazały na wyłonienie się czarnego feminizmu po tym, jak powstały ruchy kobiece pod przewodnictwem białych kobiet z klasy średniej, które ich zdaniem generalnie zignorowały kwestię dyskryminacji opartej na rasie i klasie. Patricia Hill Collins zdefiniowała czarny feminizm w pracy Black Feminist Thought (1991) jako obejmujący kobiety, które przekuwają w teorie doświadczenia i idee podzielane przez zwykłe czarne kobiety, dostarczające unikalnej perspektywy postrzegania siebie, społeczności i społeczeństwa.
Istnieje sojusz pomiędzy czarnymi feministkami a postkolonialnymi feministkami, który łączy się z feminizmem transnarodowym i feminizmem trzecioświatowym. Nurty te musiały ubiegać się o uznanie nie tylko ze strony mężczyzn z ich kultur, ale również ze strony zachodnich feministek.
Organizacje czarnych feministek zaczęły powstawać w latach 70. XX wieku i musiały pokonać trzy różne wyzwania, które nie dotyczyły innych organizacji feministycznych. Pierwszym z nich było „udowodnienie innym czarnym kobietom, że feminizm nie jest tylko dla białych kobiet”. Musiały również domagać się, by białe kobiety „podzieliły się z nimi władzą i afirmowały różnorodność” oraz „zwalczały mizoginistyczne tendencje czarnego nacjonalizmu”. Biorąc pod uwagę wszystkie wyzwania stojące przed czarnymi feministkami, wiele aktywistek nazywało je „wojowniczkami znużonymi wojną”.